# Kuwaykat
Kuwaykat är en avfolkad palestinsk by nio km nordöst om Acre i Israel. 
1945 hade byn 1 050 invånare. Markerna kring byn skall ha varit några av distriktet Akkas mest bördiga. 3316 dunum användes för att odla säd, 1246 dunum bestod av fruktträd och 500 dunum hade olivträd. Byborna höll sig med boskap och var kända för sina mejeriprodukter. 
Under sent 1800-tal beskrevs byn av samtida källor vara byggd av sten vid foten av de omgivande kullarna. De då cirka 300 invånarna levde på att odla oliver.
1948 anfölls byn av 80 judiska milismän. Civila dödades och flera flydde till närliggande byar. De som stannade kvar fördrevs senare till byn Kafr Yasif. Året efter byggdes kibbutzen Beyt ha-Emeq på platsen för byn, kibbutzen bebos av judar från i huvudsak England och Nederländerna.